# Biprisme à électrons
Le biprisme à électrons est un dispositif interférentiel utilisé pour les électrons, inspiré par le biprisme de Fresnel, une expérience qui avait été mise au point par Augustin Fresnel au début du XIXe siècle pour observer le phénomène des interférences en optique.

## Dispositif
En 1955, un nouvel interféromètre électronique a été conçu par Gottfried Möllenstedt (en) et Heinrich Düker sur le même principe que le biprisme de Fresnel ; appelé biprisme à électrons, celui-ci consiste à transposer en optique des particules chargées le concept du biprisme. Le dispositif est placé dans le vide et est composé d'un fil chargé positivement placé entre deux électrodes planes parallèles.
Le fil auquel on applique une tension positive, va défléchir les électrons passant de part et d'autre du filament vers une même zone au centre. Si les faisceaux d'électrons sont cohérents, on obtient de cette manière une figure d'interférence. Etant donné que l'espace séparant les deux faisceaux de particule doit être de moins d'une dizaine de microns, le filament doit être plus fin que 10 µm.

## Utilisation
Ce dispositif est en général utilisé en holographie électronique, pour faire interférer une onde plane d'électrons de référence avec une onde objet de manière à obtenir une figure d'interférence aussi appelée hologramme électronique. Cette figure peut être utilisée par la suite pour reconstituer la phase de l'onde électronique objet.

## Caractéristiques de la figure d'interférence
La largeur de la figure d'interférence formée par un biprisme à électrons est :
{\displaystyle L=2\left({\frac {d_{1}+d_{2}}{d_{1}}}\right)\left(\alpha {\frac {d_{1}d_{2}}{d_{1}+d_{2}}}-R\right)}
Où d1 et d2 sont respectivement la distance de l'origine des ondes d'électrons au biprisme, et la distance du biprisme au plan image, α est l'angle de déflexion des électrons par la tension appliquée au biprisme et R est le rayon du biprisme.
Plus la tension du biprisme est grande, plus la figure est large, mais à partir d'un certain point, la cohérence des deux faisceaux s'en voit amoindrie et le contraste des franges détérioré. La tension nécessaire pour qu'il y ait interférence, donc recouvrement des faisceaux, est proportionnelle au diamètre du filament du biprisme. Le simple fait que le biprisme soit construit à partir d'un fil amène par ailleurs une diffraction de Fresnel très visible à faible tension.
L'interfrange dans un biprisme à électrons est telle que :
{\displaystyle i=\lambda {\frac {d_{1}+d_{2}}{2\alpha d_{1}}}}
Où λ est la longueur d'onde des électrons.